# Vlooienspel

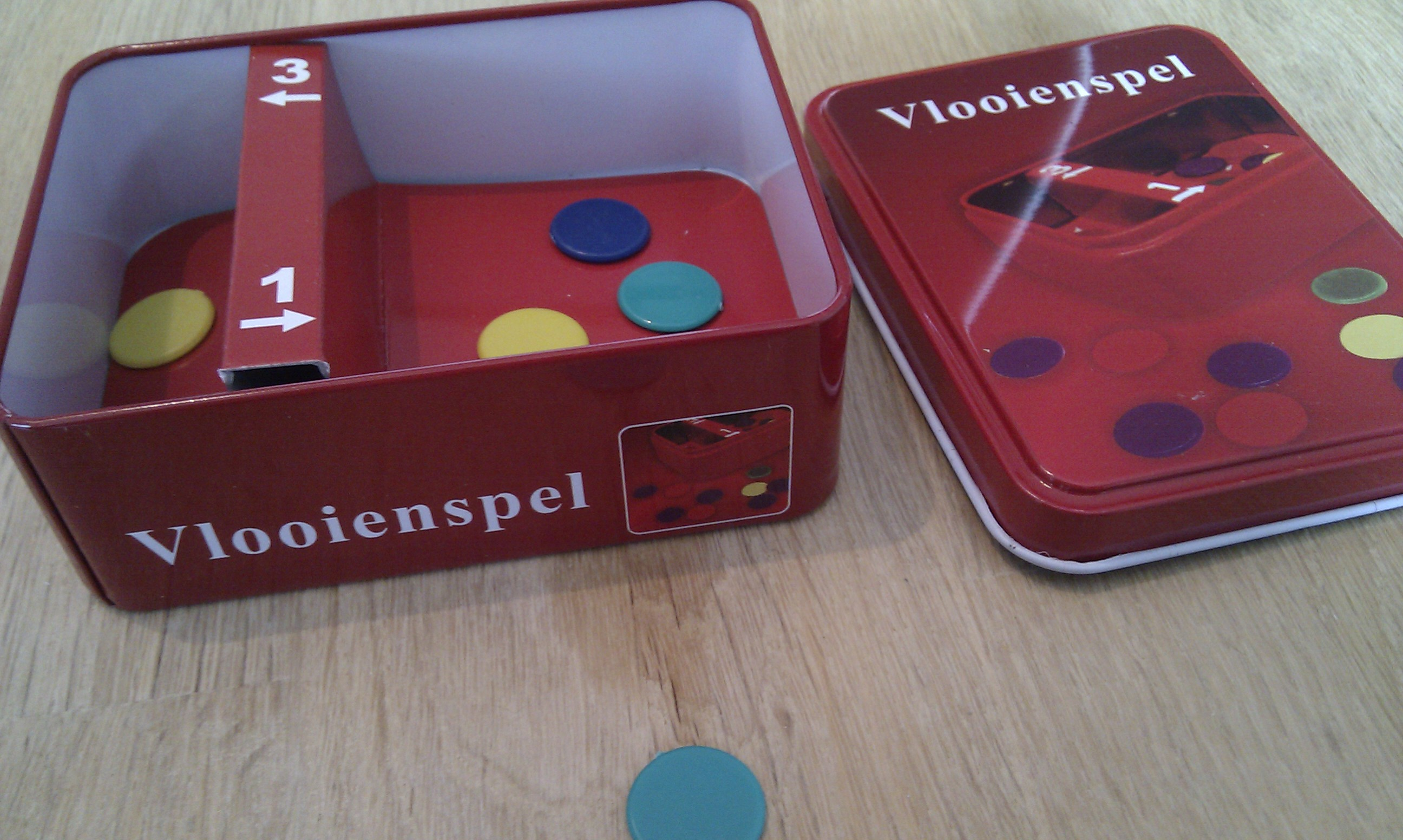
Moderne variant vlooienspel

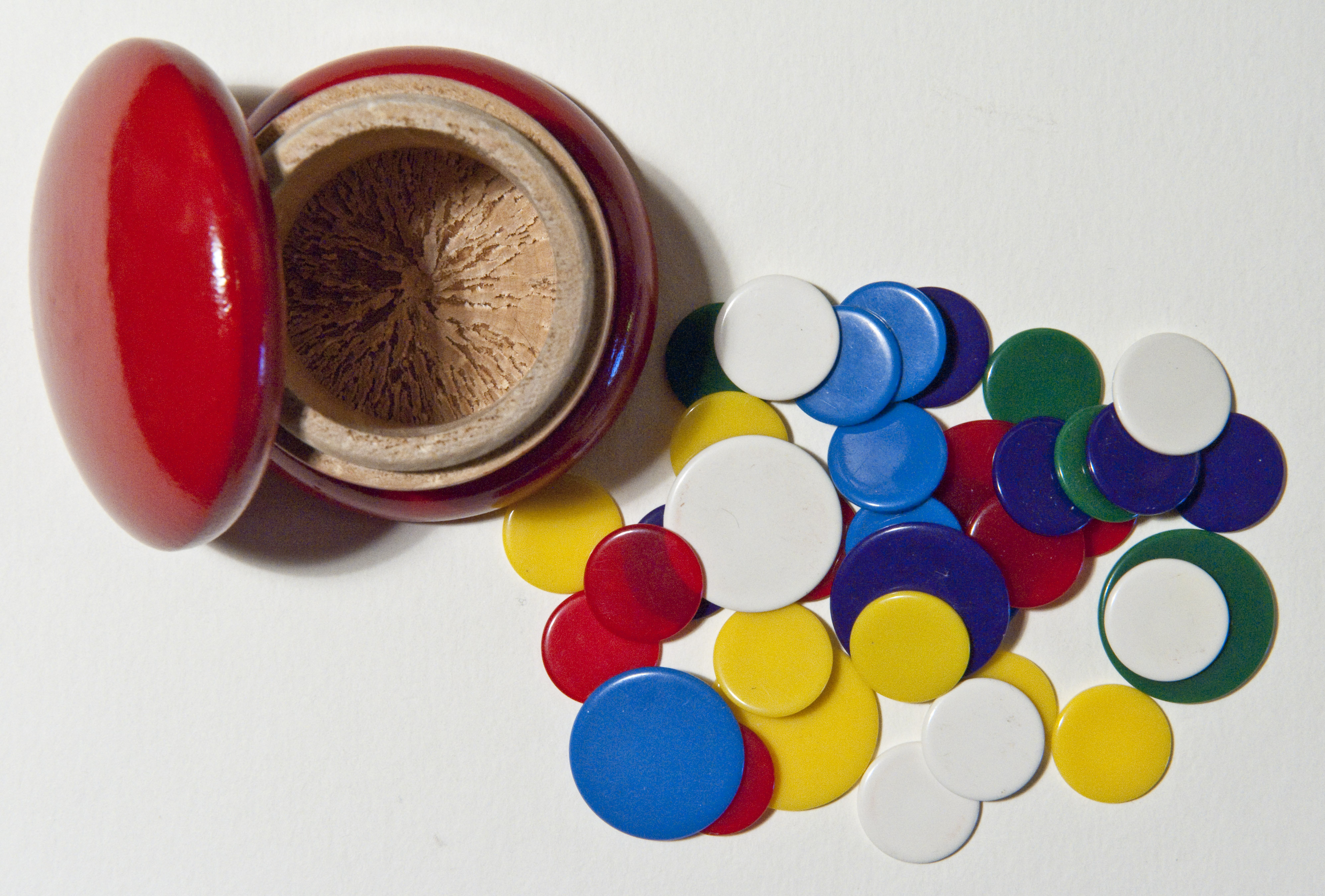
Traditioneel vlooienspel

Het vlooienspel is een eenvoudig spel waarbij fiches in een bak moeten worden geschoten. Dit gebeurt door met een fiche op de rand van een ander fiche te drukken, zodat deze in de lucht springt. De fiches doen hierbij denken aan springende vlooien. Dit spel wordt gespeeld met 2 tot 4 spelers. De fiches hebben vaak eenvoudige kleuren zoals: rood, groen, blauw en geel.